# パトリシア・ベナー
パトリシア・ソーヤー・ベナー（英語: Patricia Sawyer Benner, 1942年8月31日 - ）は、アメリカの看護学者。看護実践と看護教育に関する理論で知られる。ヒューバート・ドレイファスらが開発した技能習得モデルを看護実践に適用した1984年の著書『ベナー看護論―初心者から達人へ』で世界的に注目を集めた。カリフォルニア大学サンフランシスコ校名誉教授。

## 経歴
パサデナシティカレッジおよびパサデナカレッジを卒業後、1970年にカリフォルニア大学サンフランシスコ校で看護学修士を取得。1982年にはカリフォルニア大学バークレー校で博士号を取得した。
1982年にカリフォルニア大学サンフランシスコ校の看護学研究科に就任し、教育・研究活動を始める。研究初期にはAMICAEプロジェクト（Achieving Methods of Intraprofessional Consensus, Assessment and Evaluation Project）のリーダーを務めた。同大学で倫理・宗教学の寄付基金教授を数年間務めている。2004年にはカーネギー教育振興財団の職業教育プログラムのディレクターに就任した。現在はカリフォルニア大学サンフランシスコ校看護学研究科の名誉教授であり、同大学で看護・医療政策の博士課程主任を務めている。
1984年、AMICAEプロジェクトの知見をもとに、著書『ベナー看護論―初心者から達人へ』を執筆。ドレイファス・モデルとして知られる技能習得モデルを看護実践に適用し、看護の初心者から達人になるまでのキャリアを5段階に分けて論じた。このモデルは統計などの定量的研究よりも定性的研究に基づいており、その点で批判されることもある。
ベナーはその後さらに技能習得モデルを拡張し、1989年にはジュディス・ルーベルとの共著『現象学的人間観と看護』においてケアの視点を取り入れた新たな看護理論を展開した。これはドレイファス・モデルに加えて、メルロ=ポンティやハイデガーの哲学を組み込んだ現象学的な看護理論である。ベナーとルーベルの現象学的人間観においては、人間を「自己解釈する存在」として捉えたうえで、「身体化した知性」「背景的意味」「気づかい／関心」「状況」「時間性」の5つのポイントから人間を理解していく。
2011年、ベナーはアメリカ看護アカデミーによってリビング・レジェンド（生ける伝説）に選ばれた。これは「看護職に対する並外れた貢献を長年にわたって続けてきた」存命の人物に送られる称号である。